# Tamara Nyman
Tamara Nyman (ab 1966 Tamara, Baronin von Landskron; * 17. Juni 1939 in Suojärvi) ist ein ehemaliges Fotomodell finnischer Herkunft, das in den frühen 1960er Jahren zusammen mit ihrer Schwester Kecia Nyman eine internationale Karriere in New York und Paris machte.

## Leben
Kurz vor Beginn des Winterkriegs (1939–1940) wurde Tamara Nyman als erstes Kind von insgesamt acht Geschwistern in Suojärvi in Ladogakarelien geboren. Ihre Mutter war Elsa Bertell, deren Vater aus Russland stammte. Ihr Vater, Valtter Nyman, stammte aus Pietarsaari (schwedisch Jakobstad) in Österbotten. Als Binnenflüchtlinge floh die Familie vor dem Krieg in die westfinnische Stadt Mänttä (heute Mänttä-Vilppula). Nymans Geburtsstadt Suojärvi (russisch Суоярви/Suojarwi) liegt heute in Russland.
Wie viele andere finnische Kriegskinder während des Fortsetzungskriegs wurden Tamara und ihre 1941 geborene Schwester Kecia nach Schweden evakuiert. Dort lebten sie in Stockholm bei wohlhabenden Bankiersfamilien.
1946 holte sie die Mutter zurück nach Finnland, und die Familie ließ sich in Kuorevesi (heute Jämsä) in Mittelfinnland nieder. Dort mussten die Kinder Finnisch neu lernen. Der Vater arbeitete als Elektriker bei Valmet, und die Familie lebte in einfachen Verhältnissen. Ab dem Alter von 13 Jahren schickte die Mutter Kecia und Tamara während der Sommerferien nach Schweden, wo sie weiterhin Kontakt zu ihren ehemaligen Pflegefamilien hatten und dort als Haushaltshilfe etwas Taschengeld verdienen konnten.
Später zog Tamara aus Finnland zu ihrem schwedischen Verwandten, dem Grafen Douglas, nach Stockholm, wo sie die Schule besuchte.

### Baronin von Landskron
Anfang der 1960er Jahre lernte Tamara Nyman Prinz Albrecht Johannes Géza Augustinus Wilhelm Maria von und zu Liechtenstein (1940–2017), Sohn des Prinzen Hans von und zu Liechtenstein (1910–1975), in New York kennen. Von 1966 bis 1971 waren sie verheiratet. Die nicht standesgemäße Ehe wurde am 3. September 1966 in der katholischen Stadtpfarrkirche St. Florin zu Vaduz geschlossen. Bereits vor der Hochzeit wurde Tamara Nyman durch fürstlich liechtensteinische Verleihung zu Vaduz am 8. August 1966 zur Baronin von Landskron ernannt, angelehnt an den historischen liechtensteinischen Besitz Lanškroun (deutsch: Landskron) in Tschechien. Aus der 1971 wieder geschiedenen Ehe gingen zwei Kinder hervor, die den Titel Baron (Baronesse) von Landskron führen. Ihr Ex-Ehemann wurde vom regierenden Fürsten des Fürstentums Liechtenstein des Titels Prinz von und zu Liechtenstein für verlustig erklärt und erhielt dafür durch fürstlich liechtensteinische Verleihung am 28. Januar 1971 den Titel Freiherr von Landskron.

## Karriere
Bereits in Stockholm wurde Nyman vom französischen Fotografen Gilbert Roy entdeckt und begann 1958 in New York als Modell zu arbeiten. 1961 begann ihre Schwester Kecia, die 1958 mit ihren Eltern und Geschwistern in einen abgelegenen Ort in der Nähe von Vancouver ausgewandert war, ebenfalls eine Modellkarriere in New York. Tamara Nyman zierte viele Male das Cover der Vogue und des Harper’s Bazaar Modemagazins. Mitte der 1960er Jahre wurde Tamara zum Aushängeschild des Modehaus Chanel und zog mit Prinz Albrecht von Liechtenstein nach Paris. 1968 arbeitete Tamara in Mailand und lebt heute in Zürich, Schweiz.